# ヨルダン王の一覧
ヨルダン王（ヨルダンおう、アラビア語: ملوك الأردن）は、ヨルダン・ハシミテ王国の国王（マリク）である。

## 概要
オスマン帝国統治下、メッカのシャリフ（大首長）であるハーシム家のフセイン・イブン・アリーと4人の息子たちは、第一次世界大戦中の1916年にアラブ反乱を起こし、アラビア半島にヒジャーズ王国とシリア・アラブ王国、イギリスの支援によりイラク王国・トランスヨルダン首長国をそれぞれ建国した。
フサイン・イブン・アリーの次男であるアブドゥッラー1世は、1921年にイギリス保護領のトランスヨルダン首長国のアミール（首長）に即位した。1946年にはトランスヨルダンはハシミテ王国として独立し国王に即位する。1948年に勃発した第一次中東戦争の結果、ヨルダン川両岸の支配権を獲得。1949年に国名をヨルダン・ハシミテ王国に変更し、現在までハーシム家による統治が行われている。

## 王旗

ヨルダン王旗

## 国王の一覧
| トランスヨルダン首長国 (1921-1946) |                                             |      |            |                               |                                |                    |
| 代                                 | 首長                                        | 首長 | 出身家     | 在位期間                      | 在位期間                       | 備考               |
| 001                                | アブドゥッラー1世 عبد الله الأول بن الحسين  |      | ハーシム家 | 1921年4月1日 - 1946年5月25日  | 25年 + 54日                    |                    |
| トランスヨルダン王国 (1946-1949)   |                                             |      |            |                               |                                |                    |
| 代                                 | 国王                                        | 国王 | 出身家     | 在位期間                      | 在位期間                       | 備考               |
| 001                                | アブドゥッラー1世 عبد الله الأول بن الحسين  |      | ハーシム家 | 1946年5月25日 - 1949年4月26日 | 2年 + 336日 （計 28年 + 25日） |                    |
| ヨルダン・ハシミテ王国 (1949-現在) |                                             |      |            |                               |                                |                    |
| 代                                 | 国王                                        | 国王 | 出身家     | 在位期間                      | 在位期間                       | 備考               |
| 001                                | アブドゥッラー1世 عبد الله الأول بن الحسين  |      | ハーシム家 | 1949年4月26日 - 1951年7月20日 | 2年 + 85日 （計 30年 + 110日） | 暗殺により崩御     |
| 002                                | タラール1世 طلال بن عبد الله                |      | ハーシム家 | 1951年7月20日 - 1952年8月11日 | 1年 + 22日                     | 議会決議により退位 |
| 003                                | フセイン1世 الحسين بن طلال                  |      | ハーシム家 | 1952年8月11日 - 1999年2月7日  | 46年 + 180日                   |                    |
| 004                                | アブドゥッラー2世 عبد الله الثانى بن الحسين |      | ハーシム家 | 1999年2月7日 - （在位）       | 26年 + 79日                    |                    |